# Nicholson Baker
Nicholson Baker född 7 januari 1957 i New York, är en amerikansk författare.